# Çà et là
Çà et là es una editorial francesa especializada en publicación de historietas de autores internacionales. Fue fundada en 2005 y tiene su sede en Bussy-Saint-Georges.

## Historia
La editorial fue creada en 2005 por Serge Ewenczyk, quien previamente había trabajado en la productora Millimages. Desde el primer momento se especializó en licenciar obras alternativas de autores internacionales, en su mayoría de no ficción, que aún no hubiesen encontrado editores en la industria francófona.
Entre sus obras con más repercusión cabe destacar dos ganadoras consecutivas del premio al mejor álbum en el Festival de Angulema: Escucha, hermosa Márcia (Marcello Quintanilha, 2022), y El color de las cosas (Martin Panchaud, 2023). También ha editado en el mercado francófono a autores como Anabel Colazo, Alberto Montt, Sole Otero, Ulli Lust y Mana Neyestani entre otros.